# Liste der Stolpersteine in Karben
Die Liste der Stolpersteine in Karben führt die vom Künstler Gunter Demnig verlegten Stolpersteine in der Stadt Karben im Wetteraukreis in Hessen auf, die an das Schicksal der Menschen erinnern, die im Nationalsozialismus ermordet, deportiert, vertrieben oder in den Suizid getrieben wurden. Auf dem Stadtgebiet von Karben wurden bisher 61 Stolpersteine und eine Stolperschwelle verlegt. Die Tabelle ist teilweise sortierbar; die Grundsortierung erfolgt alphabetisch nach dem Verlegungsort.

## Burg-Gräfenrode
| Adresse                  | Name                | Inschrift mit Ergänzungen | Verlegedatum  | Bild | Leben |
| ------------------------ | ------------------- | --- | ------------- | ---- | ----- |
| Freihofstraße 1 ·        | Alex Kirschberg     | HIER WOHNTE ALEX KIRSCHBERG JG. 1893/ HEIMATORT 1941 VERLASSEN DEPORTIERT 1941 GHETTO MINSK ERMORDET                                           | 14. Feb. 2009 |      |       |
| Freihofstraße 1 ·        | Recha Kirschberg    | HIER WOHNTE RECHA REGINA KIRSCHBERG GEB. SCHOTT JG. 1897/ HEIMATORT 1941 VERLASSEN DEPORTIERT 1941 GHETTO MINSK ERMORDET                       | 14. Feb. 2009 |      |       |
| Freihofstraße 1 ·        | Klärchen Kirschberg | HIER WOHNTE KLÄRCHEN KIRSCHBERG JG. 1922/ KINDERTRANSPORT 1939 ENGLAND ÜBERLEBT                                                                | 14. Feb. 2009 |      |       |
| Weißenburgstraße 1 ·     | Willi Löwenberg     | HIER WOHNTE WILLI LÖWENBERG JG. 1899 VERHAFTET NOV. 1938 BUCHENWALD HEIMATORT 1940 VERLASSEN DEPORTIERT 1941 GHETTO LODZ ERMORDET              | 14. Feb. 2009 |      |       |
| Weißenburgstraße 1 ·     | Martel Löwenberg    | HIER WOHNTE MARTEL LÖWENBERG GEB. SALOMON JG. 1899 HEIMATORT 1940 VERLASSEN DEPORTIERT 1941 GHETTO LODZ ERMORDET                               | 14. Feb. 2009 |      |       |
| Weißenburgstraße 1 ·     | Inge Löwenberg      | HIER WOHNTE INGE LÖWENBERG JG. 1931 HEIMATORT 1940 VERLASSEN DEPORTIERT 1941 GHETTO LODZ ERMORDET                                              | 14. Feb. 2009 |      |       |
| Weißenburgstraße 1 ·     | Judith Löwenberg    | HIER WOHNTE JUDITH LÖWENBERG JG. 1939 HEIMATORT 1940 VERLASSEN DEPORTIERT 1941 GHETTO LODZ ERMORDET                                            | 14. Feb. 2009 |      |       |
| Weißenburgstraße 1 ·     | KURT Löwenberg      | HIER WOHNTE KURT LÖWENBERG JG. 1933 HEIMATORT 1940 VERLASSEN DEPORTIERT 1941 GHETTO LODZ ERMORDET                                              | 14. Feb. 2009 |      |       |
| Ilbenstädter Straße 10 · | Dora Löwenberg      | HIER WOHNTE DORA ROSA LÖWENBURG GEB. HESSENBERGER JG. 1893/ HEIMATORT 1936 VERLASSEN DEPORTIERT 1941 ERSCHOSSEN 25.11.1941 IM FORT IX/KZ KAUEN | 14. Feb. 2009 |      |       |
| Ilbenstädter Straße 10 · | Margot Löwenberg    | HIER WOHNTE MARGOT LÖWENBURG JG. 1924 HEIMATORT 1936 VERLASSEN DEPORTIERT 1941 ERSCHOSSEN 25.11.1941 IM FORT IX/KZ KAUEN                       | 14. Feb. 2009 |      |       |
| Berliner Straße 18 ·     | Lina Jakob          | HIER WOHNTE LINA JACOB JG. 1878 HEIMATORT 1939 VERLASSEN DEPORTIERT 1941 ERSCHOSSEN 25.11.1941 IM FORT IX/KZ KAUEN                             | 14. Feb. 2009 |      |       |

## Groß Karben
| Adresse                  | Name               | Inschrift mit Ergänzungen | Verlegedatum  | Bild | Leben |
| ------------------------ | ------------------ | --- | ------------- | --- | --- |
| Bahnhofstraße 4 ·        | Adelheid Grünebaum | HIER WOHNTE ADELHEID GRÜNEBAUM JG. 1867 HEIMATORT UNFREIWILLIG VERLASSEN 1938 HAMBURG SCHICKSAL UNBEKANNT                                                | 15. Mai 2012  | | |
| Bahnhofstraße 4 ·        | Lili Grünebaum     | HIER WOHNTE LILI GRÜNEBAUM JG. 1906 HEIMATORT UNFREIWILLIG VERLASSEN 1938 HAMBURG DEPORTIERT 1941 ERMORDET IN LODZ                                       | 15. Mai 2012  | | [ 1 ] |
| Bahnhofstraße 6 ·        | Moritz Grünebaum   | HIER WOHNTE MORITZ GRÜNEBAUM JG. 1889 FLUCHT 1936 FRANKFURT VERHAFTET JULI→NOV. 1938 BUCHENWALD DEPORTIERT 1941 GHETTO LODZ TOT 04.05.1942               | 23. Apr. 2008 | | Moritz Grünebaum, geboren am 24.4.1889 in Groß-Karben, war der letzte Vorsitzende der jüdischen Gemeinde in Karben. |
| Bahnhofstraße 20 ·       | Rosa Grünebaum     | HIER WOHNTE ROSA GRÜNEBAUM GEB. OPPENHEIMER JG. 1883 FLUCHT 1938 WÜRZBURG DEPORTIERT 29.11.1941 ERMORDET IM GHETTO RIGA                                  | 23. Apr. 2008 | | |
| Bahnhofstraße 20 ·       | Beate Grünebaum    | HIER WOHNTE BEATE GRÜNEBAUM JG. 1910 FLUCHT 1938 WÜRZBURG DEPORTIERT 29.11.1941 ERMORDET IM GHETTO RIGA                                                  | 23. Apr. 2008 | | |
| Bahnhofstraße 24 ·       | Julius Ross        | HIER WOHNTE JULIUS ROSS JG. 1897 VERHAFTET 12.11.1938 BUCHENWALD FLUCHT 1939 FRANKFURT DEPORTIERT 22.11.1941 ERSCHOSSEN 25.11.1941 IM FORT IX / KZ KAUEN | 23. Apr. 2008 | | |
| Bahnhofstraße 24 ·       | Flora Ross         | HIER WOHNTE FLORA ROSS GEB. FRANK JG. 1903 FLUCHT 1939 FRANKFURT DEPORTIERT 22.11.1941 ERSCHOSSEN 25.11.1941 IM FORT IX / KZ KAUEN                       | 23. Apr. 2008 | | |
| Bahnhofstraße 24 ·       | Albert Ross        | HIER WOHNTE ALBERT ROSS JG. 1925 KINDERTRANSPORT 1939 SCHWEIZ / ISRAEL ÜBERLEBT                                                                          | 23. Apr. 2008 | | |
| Bahnhofstraße 24 ·       | Ilse Ross          | HIER WOHNTE ILSE ROSS JG. 1928 FLUCHT 1939 FRANKFURT DEPORTIERT 22.11.1941 ERSCHOSSEN 25.11.1941 IM FORT IX / KZ KAUEN                                   | 23. Apr. 2008 | | |
| Bahnhofstraße 31 ·       | Isidor Kahn        | HIER WOHNTE ISIDOR KAHN JG. 1861 DEPORTIERT 1942 THERESIENSTADT TOT 28.10.1942                                                                           | 13. Okt. 2010 | | Isidor Kahn wurde am 6.12.1861 in Groß-Karben geboren. |
| Bahnhofstraße 31 ·       | Bella Vogt         | HIER WOHNTE BELLA VOGT GEB. LEVITA JG. 1893 DEPORTIERT 1945 THERESIENSTADT BEFREIT / ÜBERLEBT                                                            | 13. Okt. 2010 | | Bella Vogt, geboren am 29.05.1893 war die Nichte von Isidor Kahn. Sie heiratete den nichtjüdischen Reichsbahnbeamten Karl Gottlieb Vogt. Dieser wurde von den Nationalsozialisten mehrfach bedrängt, sich scheiden zu lassen. Weil er jedoch immer ablehnte, wurde er bei der Reichsbahn beruflich abgestuft. Bella blieb zunächst - wegen ihres christlichen Ehemannes - von Repressalien verschont. Jedoch noch drei Monate vor Kriegsende, am 14. Februar 1945, wurde sie in das Ghetto Theresienstadt deportiert. Drei Monate später, am 10. Mai 1945, wurden die Verschleppten in Theresienstadt von der Roten Armee befreit. Bella Vogt kehrte zu ihrem Mann nach Groß Karben zurück. Sie starb 1977 in Groß-Karben. |
| Bahnhofstraße 34 ·       | Hugo Junker        | HIER WOHNTE HUGO JUNKER JG. 1894 VERHAFTET 1938 BUCHENWALD HEIMATORT 1940 VERLASSEN DEPORTIERT 1941 ERMORDET IN ŁODZ/LITZMANNSTADT                       | 13. Okt. 2010 | | Hugo Junker wurde am 9.4.1894 als Sohn von Daniel und Marianne Junker in Groß-Karben geboren. Er war Metzger und Viehhändler und wurde als Kriegsteilnehmer im Ersten Weltkrieg verwundet. Nach der Pogromnacht in Karben wurde er vom 12. November bis 16. Dezember 1938 in das KZ Buchenwald transportiert und dort unter der Häftlingsnummer 25237 interniert. |
| Bahnhofstraße 34 ·       | Rosa Junker        | HIER WOHNTE ROSA JUNKER GEB. GRÜNEBAUM JG. 1894 HEIMATORT 1940 VERLASSEN DEPORTIERT 1941 ERMORDET IN ŁODZ/LITZMANNSTADT                                  | 13. Okt. 2010 | | Rosa Junker, geborene Grünebaum wurde am 31.1.1894 in Rendel geboren. Sie war die Ehefrau von Hugo Junker. |
| Bahnhofstraße 34 ·       | Betty Grünebaum    | HIER WOHNTE BETTY GRÜNEBAUM JG. 1868 HEIMATORT 1940 VERLASSEN DEPORTIERT 1942 THERESIENSTADT TOT 22.10.1942                                              | 13. Okt. 2010 | | Betty Grünebaum wurde am 9.5.1868 in Espa geboren. Sie war die Mutter von Rosa Junker. |
| Bahnhofstraße 47 ·       | Isidor Kulb        | HIER WOHNTE ISIDOR KULB JG. 1879 HEIMATORT UNFREIWILLIG VERLASSEN 1934 FRANKFURT FLUCHT 1934 MONTEVIDEO ÜBERLEBT                                         | 15. Mai 2012  | | Isidor Kulb wurde am 24.12.1879 in Groß-Karben geboren. Er war Bruder und Geschäftspartner von Max Kulb (siehe: Heldenberger Str. 14). Am 24.03.1934 zog er nach Frankfurt und wanderte am 1.12.1934 nach Uruguay aus. Er starb am 16.09.1960 in Montevideo. |
| Bahnhofstraße 47 ·       | Bertha Kulb        | HIER WOHNTE BERTHA KULB GEB. STERN JG. 1888 HEIMATORT UNFREIWILLIG VERLASSEN 1934 FRANKFURT FLUCHT 1934 MONTEVIDEO ÜBERLEBT                              | 15. Mai 2012  | | Bertha Kulb, geb. Stern wurde am 18.07.1888 geboren. Am 24.03.1934 zog sie nach Frankfurt und wanderte am 1.12.1934 nach Uruguay aus. Sie starb am 23.3.1966 in Montevideo. |
| Bahnhofstraße 47 ·       | Bella Kulb         | HIER WOHNTE BELLA KULB JG. 1913 HEIMATORT UNFREIWILLIG VERLASSEN 1934 FRANKFURT FLUCHT 1934 MONTEVIDEO ÜBERLEBT                                          | 15. Mai 2012  | | Bella Kulb wurde am 7.12.1913 als Tochter von Isidor und Bertha Kulb in Groß-Karben geboren. Am 24.03.1934 zog sie nach Frankfurt und wanderte am 1.12.1934 nach Uruguay aus. |
| Bahnhofstraße 47 ·       | Erich Kulb         | HIER WOHNTE ERICH KULB JG. 1922 HEIMATORT UNFREIWILLIG VERLASSEN 1934 FRANKFURT FLUCHT 1939 MONTEVIDEO ÜBERLEBT                                          | 15. Mai 2012  | | Erich Julius Kulb wurde am 2.12.1922 als Sohn von Isidor und Bertha Kulb in Groß-Karben geboren. Am 24.03.1934 zog er nach Frankfurt und wanderte am 01.12.1934 nach Uruguay aus. "Plötzlich (über Nacht) war die gesamte Familie weg...", so ein Zeitzeuge aus der Nachbarschaft: Anlässlich der 700-Jahr-Feier im Jahr 1993 besuchte er sein Heimatdorf Groß-Karben. |
| Bahnhofstraße 51 ·       | Heinrich Grünebaum | HIER WOHNTE HEINRICH GRÜNEBAUM JG. 1899 VERHAFTET 1938 BUCHENWALD FLUCHT 1939 BELGIEN INTERNIERT MECHELEN DEPORTIERT 1943 ERMORDET 1943 IN AUSCHWITZ     | 13. Okt. 2010 | | Heinrich Grünebaum wurde am 5.11.1899 in Rendel geboren. Die Grünebaums stammten aus Groß-Karben und waren nach Rendel in die Dorfelder Straße 10 verzogen, kamen jedoch Ende der 20er Jahre nach Groß-Karben zurück und sind am 25.2.1935 nach Frankfurt in die Mainstraße 23 verzogen. |
| Bahnhofstraße 51 ·       | Rosa Grünebaum     | HIER WOHNTE ROSA GRÜNEBAUM GEB. STRAUSS JG. 1899 FLUCHT 1939 BELGIEN INTERNIERT MECHELEN DEPORTIERT 1943 ERMORDET 1943 IN AUSCHWITZ                      | 13. Okt. 2010 | | Rosa Grünebaum geborene Strauss wurde am 5.2.1899 als Tochter von David und Miriam Strauss in Frankfurt geboren |
| Bahnhofstraße 51 ·       | Berthold Grünebaum | HIER WOHNTE BERTHOLD GRÜNEBAUM JG. 1931 FLUCHT 1939 BELGIEN INTERNIERT MECHELEN DEPORTIERT 1943 ERMORDET 1943 IN AUSCHWITZ                               | 13. Okt. 2010 | | Berthold Grünebaum wurde am 26.7.1931 als Sohn von Rosa und Heinrich in Groß-Karben geboren. |
| Heldenberger Straße 1 ·  | Josef Junker       | HIER WOHNTE JOSEF JUNKER JG. 1881 VERHAFTET 12.11.1938 KZ BUCHENWALD DEPORTIERT NOV. 1941 ERMORDET IN MINSK                                              | 4. Nov. 2007  | | |
| Heldenberger Straße 1 ·  | Bella Junker       | HIER WOHNTE BELLA JUNKER GEB. SIMON JG. 1892 DEPORTIERT NOV. 1941 ERMORDET IN MINSK                                                                      | 4. Nov. 2007  | | |
| Heldenberger Straße 1 ·  | Margot Junker      | HIER WOHNTE MARGOT JUNKER JG. 1921 DEPORTIERT NOV. 1941 ERMORDET IN MINSK                                                                                | 4. Nov. 2007  | | |
| Heldenberger Straße 1 ·  | Ruth Junker        | HIER WOHNTE RUTH JUNKER JG. 1926 FLUCHT 1939 KINDERTRANSPORT SCHWEIZ/ISRAEL                                                                              | 4. Nov. 2007  | | |
| Heldenberger Straße 3 ·  | Moritz Rosenthal   | HIER WOHNTE MORITZ ROSENTHAL JG. 1881 VERHAFTET 12.11.1938 KZ BUCHENWALD DEPORTIERT SEP. 1942 THERESIENSTADT TOT 6.4.1944                                | 4. Nov. 2007  | | |
| Heldenberger Straße 3 ·  | Rosa Rosenthal     | HIER WOHNTE ROSA ROSENTHAL GEB. JUNKER JG. 1878 DEPORTIERT SEP. 1942 THERESIENSTADT BEFREIT                                                              | 4. Nov. 2007  | | |
| Heldenberger Straße 3 ·  | Manfred Rosenthal  | HIER WOHNTE MANFRED ROSENTHAL JG. 1920 FLUCHT 1938 USA ÜBERLEBT                                                                                          | 4. Nov. 2007  | | |
| Heldenberger Straße 8 ·  | Adolf Strauss      | HIER WOHNTE ADOLF STRAUSS JG. 1890 FLUCHT 1936 USA | 26. Juni 2016 | | |
| Heldenberger Straße 8 ·  | Bertha Strauss     | HIER WOHNTE BERTHA STRAUSS GEB. KAHN JG. 1860 FLUCHT 1936 USA                                                                                            | 26. Juni 2016 | | |
| Heldenberger Straße 8 ·  | Ida Strauss        | HIER WOHNTE IDA STRAUSS GEB. BUSS JG. 1894 FLUCHT 1936 USA                                                                                               | 26. Juni 2016 | | |
| Heldenberger Straße 8 ·  | Lilo Strauss       | HIER WOHNTE LISELOTTE STRAUSS JG. 1921 FLUCHT 1936 USA                                                                                                   | 26. Juni 2016 | | |
| Heldenberger Straße 8 ·  | Walter Strauss     | HIER WOHNTE WALTER STRAUSS JG. 1926 FLUCHT 1936 USA | 26. Juni 2016 | | |
| Heldenberger Straße 12 · | Stolperschwelle    | HIER ERBAUT um 1840 DIE SYNAGOGE DER JÜDISCHEN GEMEINDE GROSS-KARBEN GESCHÄNDET UND ZERSTÖRT 10. NOVEMBER 1938                                           | 26. Juni 2016 | | Zwischen der Heldenberger Straße 10 und 14 stand die Groß-Karbener Synagoge, die am 10. November 1938 angezündet und zerstört wurde. Die Stolperschwelle erinnert an das jüdische Gotteshaus und das Pogrom in Groß-Karben. |
| Parkstraße 1             | Sophie Grünebaum   | HIER WOHNTE SOPHIE GRÜNEBAUM JG. 1858 DEPORTIERT SEPT. 1942 THERESIENSTADT TOT 1.10.1942                                                                 | 4. Nov. 2007  | | |
| Parkstraße 1             | Emilie Grünebaum   | HIER WOHNTE EMILIE GRÜNEBAUM JG. 1860 DEPORTIERT SEPT. 1942 THERESIENSTADT TOT 18.10.1942                                                                | 4. Nov. 2007  | | |
| Parkstraße 1             | Lina Grünebaum     | HIER WOHNTE LINA GRÜNEBAUM JG. 1864 DEPORTIERT SEPT. 1942 THERESIENSTADT TOT 3.11.1942                                                                   | 4. Nov. 2007  | | |
| Parkstraße 23 ·          | Heinrich Clarius   | HIER WOHNTE HEINRICH CLARIUS JG. 1898 VERHAFTET MAI 1936 POLIZEIGEFÄNGNIS GIESSEN 1936 DACHAU ENTLASSEN 4.1.1938 ÜBERLEBT                                | 15. Mai 2012  | | Heinrich Clarius wurde am 15.6.1898 in Groß-Karben geboren. |
| Wächtergasse 6 ·         | Franziska Strauss  | HIER WOHNTE FRANZISKA STRAUSS JG. 1888 DEPORTIERT 1942 ERMORDET IN TREBLINKA                                                                             | 13. Okt. 2010 | | |
| Wilhelmstraße 3          | Moritz Roß         | HIER WOHNTE MORITZ ROSS JG. 1859 ... | 23. Apr. 2008 | Bild gesucht Der Benutzer GeorgDerReisende ( Diskussion ) wünscht sich an dieser Stelle ein Bild vom Ort mit diesen Koordinaten 50.238275 8.772132 . Motiv: Wilhelmstraße 3: die Stolpersteine für das Ehepaar Roß und deren Lage Falls du dabei helfen möchtest, erklärt die Anleitung , wie das geht. BW | nach Bauarbeiten waren Anfang November 2024 die Stolpersteine nicht aufzufinden |
| Wilhelmstraße 3          | Klara Roß          | HIER WOHNTE KLARA ROSS GEB. FULD ... | 23. Apr. 2008 | Bild gesucht Die Wikipedia wünscht sich an dieser Stelle ein Bild vom hier behandelten Ort. Falls du dabei helfen möchtest, erklärt die Anleitung , wie das geht. BW | |
| Wilhelmstraße 16 ·       | Adolf Hirsch       | HIER WOHNTE ADOLF HIRSCH JG. 1882 VERHAFTET 12.11.1938 KZ BUCHENWALD DEPORTIERT SEPT. 1942 THERESIENSTADT ERMORDET IN AUSCHWITZ                          | 4. Nov. 2007  | | |
| Wilhelmstraße 16 ·       | Antonie Hirsch     | HIER WOHNTE ANTONIE HIRSCH GEB. JUNKER JG. 1889 DEPORTIERT SEPT. 1942 THERESIENSTADT TOT 12.8.1944                                                       | 4. Nov. 2007  | | |
| Wilhelmstraße 16 ·       | Marga Hirsch       | HIER WOHNTE MARGA HIRSCH JG. 1923 DEPORTIERT SEPT. 1942 ERMORDET IN TREBLINKA                                                                            | 4. Nov. 2007  | | |
| Wilhelmstraße 16 ·       | Erich Hirsch       | HIER WOHNTE ERICH HIRSCH JG. 1925 DEPORTIERT SEPT. 1942 ERMORDET IN TREBLINKA                                                                            | 4. Nov. 2007  | | |

## Okarben
| Adresse                   | Name                              | Inschrift mit Ergänzungen | Verlegedatum  | Bild | Leben                                                 |
| ------------------------- | --------------------------------- | --- | ------------- | ---- | ----------------------------------------------------- |
| Großgasse 1 (Standort)    | Bella Grünewald, geb. Fleischmann | HIER WOHNTE BELLA GRÜNEWALD GEB. FLEISCHMANN JG. 1882 HEIMATORT VERLASSEN FLUCHT IN DEN TOD 20.3.1935                                      | 14. Feb. 2009 |      |                                                       |
| Großgasse 1 (Standort)    | Hans Grünewald                    | HIER WOHNTE HANS GRÜNEWALD JG. 1901 HEIMATORT VERLASSEN VERHAFTET NOV. 1938 BUCHENWALD DEPORTIERT 1941 GHETTO MINSK ERMORDET               | 14. Feb. 2009 |      |                                                       |
| Hauptstraße 55 (Standort) | Selma Kahn, geb. Hirsch           | HIER WOHNTE SELMA KAHN GEB. HIRSCH JG. 1878 HEIMATORT 1936 VERLASSEN DEPORTIERT 1942 REGION LUBLIN ERMORDET IN EINEM KZ                    | 14. Feb. 2009 |      |                                                       |
| Hauptstraße 55 (Standort) | Adolf Kahn                        | HIER WOHNTE ADOLF KAHN JG. 1883 HEIMATORT 1936 VERLASSEN VERHAFTET NOV. 1938 BUCHENWALD DEPORTIERT 1942 REGION LUBLIN ERMORDET IN EINEM KZ | 14. Feb. 2009 |      |                                                       |
| Hauptstraße 29 (Standort) | Heinrich Agel                     | HIER WOHNTE HEINRICH AGEL JG. 1910 VERHAFTET SEPT. 1933 OSTHOFEN ENTLASSEN 1.11.1933 ÜBERLEBT                                              | 14. Feb. 2009 |      | Heinrich Agel wurde am 22.07.1910 in Okarben geboren. |

## Rendel
| Adresse      | Name                         | Inschrift mit Ergänzungen                                                                           | Verlegedatum  | Bild | Leben |
| ------------ | ---------------------------- | --------------------------------------------------------------------------------------------------- | ------------- | ---- | --- |
| Obergasse 12 | Lea Weinberg, geb. Grünebaum | HIER WOHNTE LEA WEINBERG GEB. GRÜNEBAUM JG. 1869 DEPORTIERT 15.9.1942 THERESIENSTADT TOT 10.12.1942 | 23. Apr. 2008 |      | Lea Weinberg, geboren als Lea Grünebaum wurde am 8. Juli 1869 in Rendel geboren. Am 12. Juli 1889 heiratete sie Benzian Weinberg, der aus dem Raum Kassel stammte. Das Ehepaar wohnte in der Rendeler Obergasse 12. Lea Weinberg betrieb eine Nähschule, in der sie Kinder aus Rendel und benachbarten Orten im Nähen unterrichtete. Am 27. September 1942 wurde Lea Weinberg mit weiteren fünf Kärber Juden in einem Zug mit insgesamt 1288 Menschen in das Ghetto Theresienstadt bei Prag deportiert. Dort starb sie am 10. Dezember 1942 im Alter von 73 Jahren. Zum Gedenken und als Mahnung wurde 1994 eine Straße im Rendeler Neubaugebiet Fuhrweg als Lea-Weinberg-Straße benannt |